# Ganglios cervicales
Los ganglios cervicales son ganglios paravertebrales del sistema nervioso simpático. Los nervios preganglionares de la médula espinal torácica entran en los ganglios cervicales y hacen sinapsis con sus fibras o nervios posganglionares. El ganglio cervical tiene tres ganglios paravertebrales:
- ganglio cervical superior (más grande) - adyacente a C2 y C3; el axón posganglionar se proyecta al objetivo: (corazón, cabeza, cuello) en las arterias carótidas
- ganglio cervical medio (más pequeño) - adyacente a C6; objetivo: corazón, cuello
- ganglio cervical inferior. El ganglio inferior puede fusionarse con el primer ganglio torácico para formar una única estructura, el ganglio estrellado. - adyacente a C7; diana: corazón, parte inferior del cuello, brazo, arterias craneales posteriores

Los nervios que emergen de los ganglios simpáticos cervicales contribuyen, entre otras cosas, al plexo cardíaco. A diferencia de todos los demás ganglios, las ramas mediales de los ganglios cervicales son en un 95% axones posganglionares.

## Imágenes adicionales

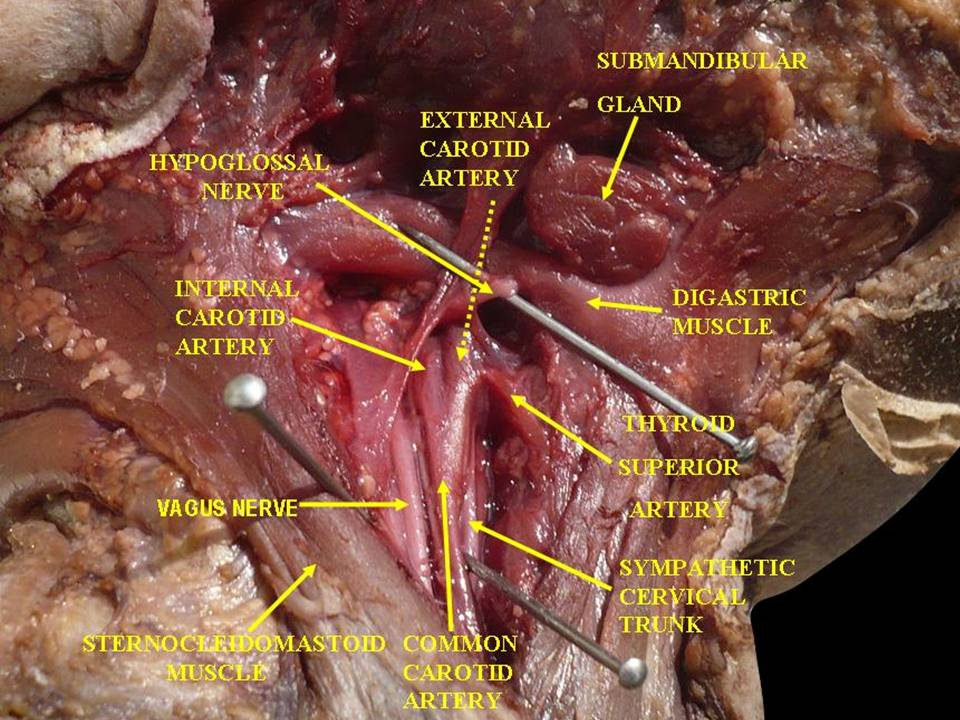
Músculos, arterias y nervios del cuello. Disección del recién nacido.